# آیکیدو
آی‌کی‌دو (به ژاپنی: 合気道 - به روماجی: Aikidō به معنی «طریقت هماهنگی روح و روان») یک ورزش رزمی ژاپنی است. بنیان‌گذار این هنر رزمی، موریهه اوشیبا نام دارد که در ۱۴ دسامبر سال ۱۸۸۳ به دنیا آمد، و اغلب به او لقب استاد بزرگ (به ژاپنی: O'Sensei グレートティーチャー) را دادند. هدف اوشیبا از خلق این هنر رزمی، دفاع بدون آسیب زدن به حریف بود.

## تعریف آی‌کی‌دو
به صورت فیزیکی آی‌کی‌دو هنری است که با تغییر مسیرها و جنبش‌های گوناگون نیروی حریف را بازگردانده و در انتها به قفل مفصل‌های حریف می‌انجامد.
این ورزش از دایتو ریو آیکی جوجیتسو مشتق شده که گفته می‌شود موریهه اوشیبا در اواخر سال ۱۹۲۰ میلادی به خاطر عقاید دین اوموتو کیو این واگرایی را انجام داده است. برخی دیگر از تکنیک‌ها و گرفتن‌ها نیز از کنجوتسو ناشی شده است.
تمرکز ورزش آی‌کی‌دو در مشت و لگد زدن به حریف نیست، بلکه با استفاده از انرژی حریف برای به دست آوردن کنترل حریف(ها) یا دور کردن آن‌ها از خود است. آی‌کی‌دو یک هنر ایستا نیست، بلکه تأکید فراوانی بر حرکات و جنبش‌های پویا دارد.
هنرجویان ارشد اوشیبا رویکردهای مختلفی به آی‌کی‌دو داشتند ولی امروزه آی‌کی‌دو در سراسر جهان در سبک‌های مختلفی تدریس می‌شود.

## ریشه‌شناسی و فلسفه عمومی کلمه آی‌کی‌دو

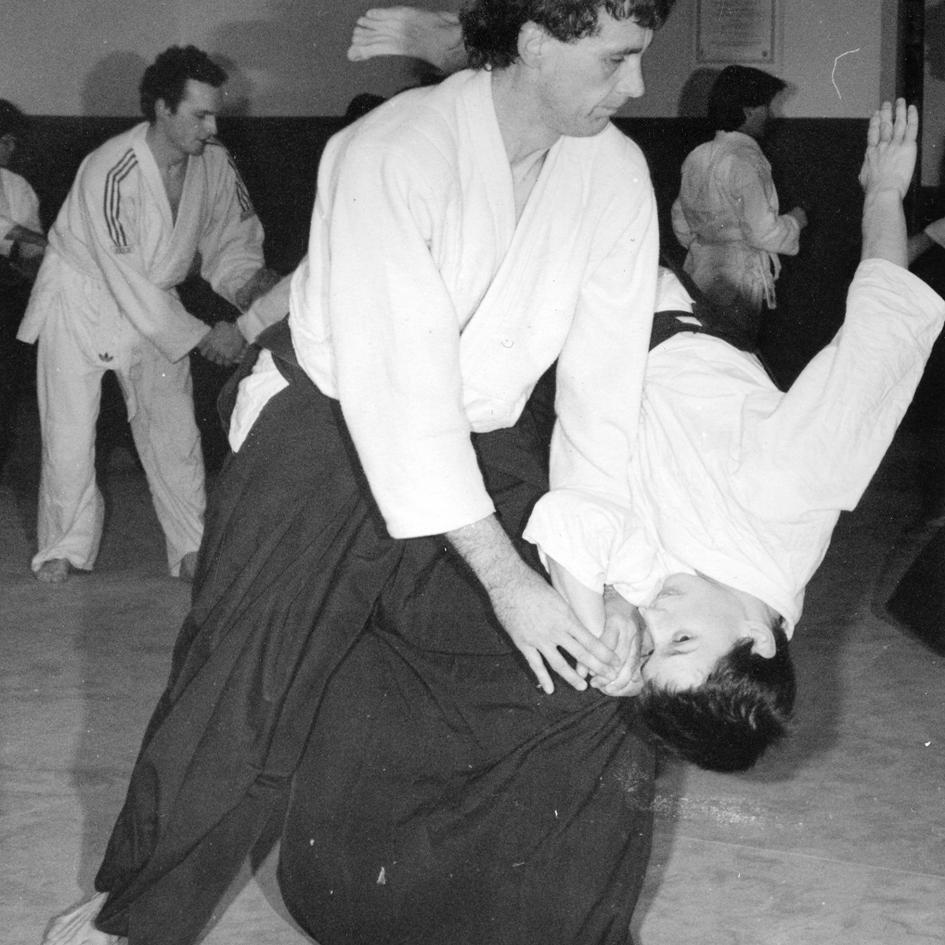
تکنیک شیهو ناگه

دیاگرام یکی از تکنیک‌های آی‌کی‌دو به نام "ای کیو"

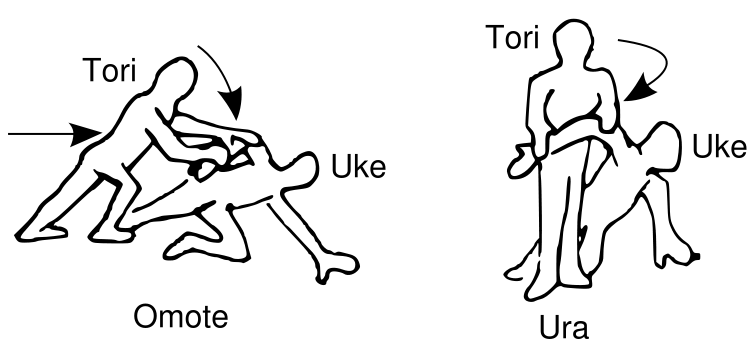
دیاگرام تکنکیک "ای کیو"

کلمه آی‌کی‌دو از سه حرف کانجی تشکیل شده‌است:
- Ai | آی | 合: به معنای به هم پیوستن، هماهنگی
- Ki | کی | 気: به معنای روح، نیروی درونی، انرژی طبیعی بدن
- Do | دو | 道: به معنای راه و روش

کلمه "آی (合)" اساساً به معانی 'هماهنگی، ترکیب، متحد، پیوستن به یکدیگر، ملاقات' است برای مثال: 合同 به معنی اتحاد و ترکیب، 合成 به معنی (مخلوط)، 結合 به معنی (متحد / ترکیب / ملحق شدن)، 連 合 به معنی (اتحادیه / اتحاد / انجمن)، 統 合 به معنی (ترکیب / وحدت)، و 合意 به معنی (توافق) است یک شیوه دیگر معنی برای استفاده در روابط متقابل نیز وجود دارد برای مثال: 知 り 合 う (برای شناختن یکدیگر)، 話 し 合 い (صحبت کردن / گفتگو / بحث و مذاکره)، و 待 ち 合 わ せ る (ملاقات با تعیین وقت قبلی) معنی می‌شود.
کلمه "کی (気)" معمولاً برای توصیف احساسات استفاده می‌شود برای مثال: なになに気がする (من احساسی می‌کنم) و 気 持 ち (احساس / حس).
همچنین این واژه به معنی "انرژی" یا "نیرو" نیز استفاده می‌شود، به عنوان در 電 気 (نیروی برق) و 磁 気 (انرژی مغناطیس) تعبیر می‌شود. همچنین می‌توان آن را به جنبه‌های معنوی و مردمی تعمیم داد به عنوان مثال: 気 質 (روح / صفت / خلق و خو) معنی می‌شود.
کلمه "دو (道)" که در هنرهای رزمی دیگر مثل جودو و ای آی دو و… و همچنین در واژه معمولی مثل (shodō) به معنی خوشنویسی ژاپنی ،(KADO) به معنی گل‌ها و (chadō یا sadō) به معنی مراسم چای استفاده شده‌است در حالت کلی به معنی (راه، طریقت، شیوه) است.
بنابراین، از دیدگاه صرفاً زبانی، آی‌کی‌دو به معنی «شیوه ترکیب نیرو» است و بر اساس قانون «آی‌کی» که در مورد هنرهای رزمی صحبت می‌کند این واژه را به معنی «راه‌هایی برای کنترل مهاجم با حداقل تلاش و نیرو» تعبیر می‌کند. این بدین معنیست که باید از ریتم و زمان حمله حریف آگاهی پیدا کنیم و آن را درک کنیم که این شبیه اصولی است که جیگورو کانو  بنیان‌گذار جودو معرفی کرده‌است.

## روش رزمی آی‌کی‌دو
حرکات پایه در آی‌کی‌دو حرکات طبیعی هستند و بیش‌تر حملات در این سبک به صورت ذاتی و با الهام از ذات طبیعت انجام می‌شوند. یک آی‌کی‌دو کار، بدون تلاش برای حمله یا تهاجم تنها می‌کوشد تا خود را با شرایط هماهنگ کرده و در برابر حملات احتمالی حریفان، بدون استفاده از مشت و لگد از خود دفاع نماید.
یک آی‌کی‌دو کار واقعی بهتر می‌داند که قدرت خود را بدون ضربه زدن به دیگران یا بدون تحقیر آنان، حفظ نماید.
و همینطور همه حرکات آی کی دو الهام گرفته از شمشیر است.

## فدراسیون بین المللی آیکیدو
فدراسیون بین المللی آیکیدو ( IAF ) نام دارد که به عنوان عضوی از اتحادیه جهانی فدراسیون های ورزشی ( GAISF ) و انجمن بین المللی بازیهای جهانی (IWGA) نمایندگی آیکیدو در سراسر جهان را بر عهده دارد.آیکیدو تحت قوانین IAF بخشی از بازیهای جهانی والمپیک هنرهای رزمی جهان است و فدراسیون بین المللی آیکیدو(IAF) تنها مرجع معتبر آیکیدو در سطح جهان میباشد.

## سبکهای آی‌کی‌دو
از هنر رزمی آی‌کی‌دو سبک‌های مختلفی مشتق شده که عبارتند از:
1. آی‌کی‌دو آی‌کی‌کای ( سبک اصلی )، انجمنی است که به جهت حفظ میراث آی‌کی‌دو ابتدا توسط فرزند موریهه اوشیبا، یعنی کیسشومارو اوشیبا ادامه یافته و اکنون توسط نوه‌ی اسنسه یعنی موریترو اوشیبا مدیریت می‌شود.

در حال حاضر در ایران چهار نماینده رسمی تأیید شده از سوی همبو دوجو ( سازمان جهانی) به شرح ذیل فعالیت مینمایند:
۱- آکادمی آریانا آیکیدو سنسه اصفهانی ( دان ۶ ) 
۲- ایران آیکیدو آرای دوجو سنسه صمدی ( دان ۶
۳- شفاعت دوجو سنسه شفاعت ( دان ۶ )
۴- علی دوجو سنسه آق ساقلو ( دان ۶ )
در حال حاضر هیچ گروهی دارای لقب شیهان از سوی سازمان جهانی در ایران نمیباشند.

1. آی‌کی‌دو یوشینکان [۳]
2. شین شین تویتسو[۴]
3. تومیکی ریو[۵]
4. جیوشینکای آیکی‌بودو (شاخه‌ای از سبک تومیکی ریو)[۶]
5. ایواما آی‌کی‌دو [۷]
6. جیو آیکیدو (مرحو.م استاد اصغر کارآزاد)

## تمرین و پرورش
در آی‌کی‌دو، همانطور که تقریباً در تمام هنرهای رزمی ژاپنی دیده می‌شود، هر دو جنبه "جسم" و "روح و روان" مورد پرورش قرار میگیرد. پرورش جسمی در آی‌کی‌دو متنوع است به‌طوری‌که برای این منظور در هر جلسه با تمرین‌های عمومی و حتی تمرینات خاصی این مسئله را پوشش می‌دهند.از آنجا که بخش قابل توجهی از هر جلسه آی‌کی‌دو شامل پرورش جسمی و فکریست، اولین چیزی که اکثر دانش آموزان یاد می‌گیرند چگونگی پرتاب شدن، سقوط یا به اصطلاح اوکمی است برای این منظور تکنیک‌های خاصی برای حمله هر دو نفر پیش‌بینی شده‌است. پس از آموختن تکنیک‌های پایه، هنرجویان دفاع آزاد علیه حریف‌های متعدد و تکنیک‌های برای دفاع در مقابل سلاح و حتی دفاع با سلاح را تمرین می‌کنند .

### نقش مدافع و مهاجم
آی‌کی‌دو در مرحله اول نیاز به دو حریف و شریک تمرینی برای حرکات از پیش تعیین شده (کاتا) به جای آزادی عمل برای یادگیری الگوی اولیه را دارد که به کسی که دفاع می‌کند اوکه (UKE) و کسی که حمله می‌کند توری (TORI یا 取り) یا شیته (shite یا 仕手) با توجه به سبک آی‌کی‌دو گویند که در تکنیک‌هایی که توری پرتاب می‌شود به آن ناگه (NAGE یا 投げ) نیز گفته می‌شود که با روشی به نام "اوکمی" یا سقوط کردن نیروی تکنیک را خنثی می‌کند.
هردو نقش اوکه و توری در آی‌کی‌دو ضروریست این دو نقش بر اصول اختلاط و سازگاری بنا شده‌است بنابراین توری شیوه اجرای تکنیک را می آموزد در حالی که اوکه شیوه کنترل نیرو و انعطاف‌پذیری بدن را تمرین می‌کند . به شیوه دریافت تکنیک و فرود آمدن "اوکمی" گفته می‌شود که با این کار  نیرو و تعادل خود را بدون آسیب بازمی‌گرداند.
در تکنیک‌های پیشرفته گاهی اوکه تکنیک را بازمی‌گرداند یا به اصطلاح بدل می‌کند که به این تکنیک‌ها کایشی وازا (返し技 kaeshi-waza) میگویند.
اوکمی (Ukemi 受身) روشی صحیح برای دریافت تکنیک بدون صدمه برای حریف است که با توجه به محیط، تکنیک و میزان انرژی ،عکس العملی مناسب است که معمولاً با خوردن زمین (سقوط) همراه است. به‌طور کلی اوکمی بخش از آیکی دو به‌شمار میرود که تضمینی برای سلامتی حریف بعد از تکنیک است در غیر این صورت تکنیک‌ها با شکستگی و پرتاب همراه است.

### سلاح ها
سلاح‌ها در آی‌کی‌دو مشتمل بر یک چوب نسبتاً کوتاه (۱۲۰ سانتی متری) به نام جو (Jo) ، شمشیر چوبی (کن یا بوکن Bokken) و چاقو به نام تانتو (Tanto) است که امروزه در برخی باشگاه‌ها استفاده از سلاح‌های گرم و خلع سلاح نیز مطرح شده‌است. در برخی سبک‌ها مثل ایواما و موریهیرو سایتو زمان زیادی را صرف تمرین با چوب و شمشیر را تحت نام آیکیجو و آیکیکن می‌کنند .
آی‌کی‌دو بر مبنای دست خالی در مقابل شمشیر و نیزه توسعه یافته پس اساس تمامی تکنیک‌ها همین منشاء است.

## لباس و رتبه بندی
| درجه | کمربند                 | رنگ                  |
| ---- | ---------------------- | -------------------- |
| کیو  |                        | سفید شامل کیو 6 تا 3 |
| کیو  | قهوه ای شامل کیو 2 و 1 |                      |
| دان  |                        | مشکی                 |

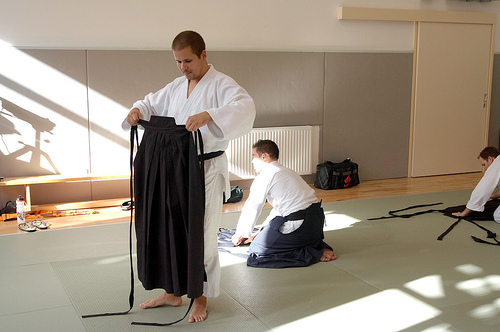
در حال تا کردن هاکاما مکمل لباس آی‌کی‌دو برای کمربند مشکی.

هنرجویان آی‌کی‌دو (که در خارج از ژاپن به آن‌ها آی‌کی‌دوکا گفته می‌شود) به‌طور کلی با گذراندن مقاطعی به نام "کیو" و پس از آن به درجه "دان" میرسند . هرچند در برخی از کلاس‌ها رنگ‌های مختلفی استفاده می‌شود ولی در آی‌کی‌دو رنگ کمربند "سفید" و "مشکی" است که نشان دهنده رده "کیو" و رده "دان" است.
معمولاً در کلاس‌ها به افراد زیر ۱۶ سال اجازه بستن کمربند مشکی یا ورود به آزمون رده "دان" داده نمی‌شود.
لباس مورد استفاده در آی‌کی‌دو "آی‌کی‌دوگی" نام دارد که بسیار شبیه لباس کیکوگی است که برای بسیاری از ورزش‌های رزمی مدرن امروزی استفاده می‌شود که شامل یک بالاپوش و شلوار و کمربند است.
در سیستم‌های آی‌کی‌دو در رده‌های بالا ( معمولاً رده دان و کمربند مشکی ) از شلواری سنتی و پلیسه دار به نام هاکاما ( همان لباسی که در کن دو و ای آی دو استفاده می‌شود ) به عنوان مکمل لباس استفاده می‌شود.
در اکثر باشگاه‌ها برای مدرسان و هنرجویان دارای رده «دان» این لباس از پیش تعیین شده‌است.

## مسابقات
آی‌کی‌دو تنها ورزش رزمی جهان است، که مسابقات تن به تن آن به دلیل آسیب‌دیدگی شدید مفاصل، سال‌هاست که ممنوع شده‌است. تنها مسابقات و همایش های کاتا و حرکات نمایشی با شمشیر و چاقو برگزار می‌شود.